# 紅村區 (聖彼得堡)

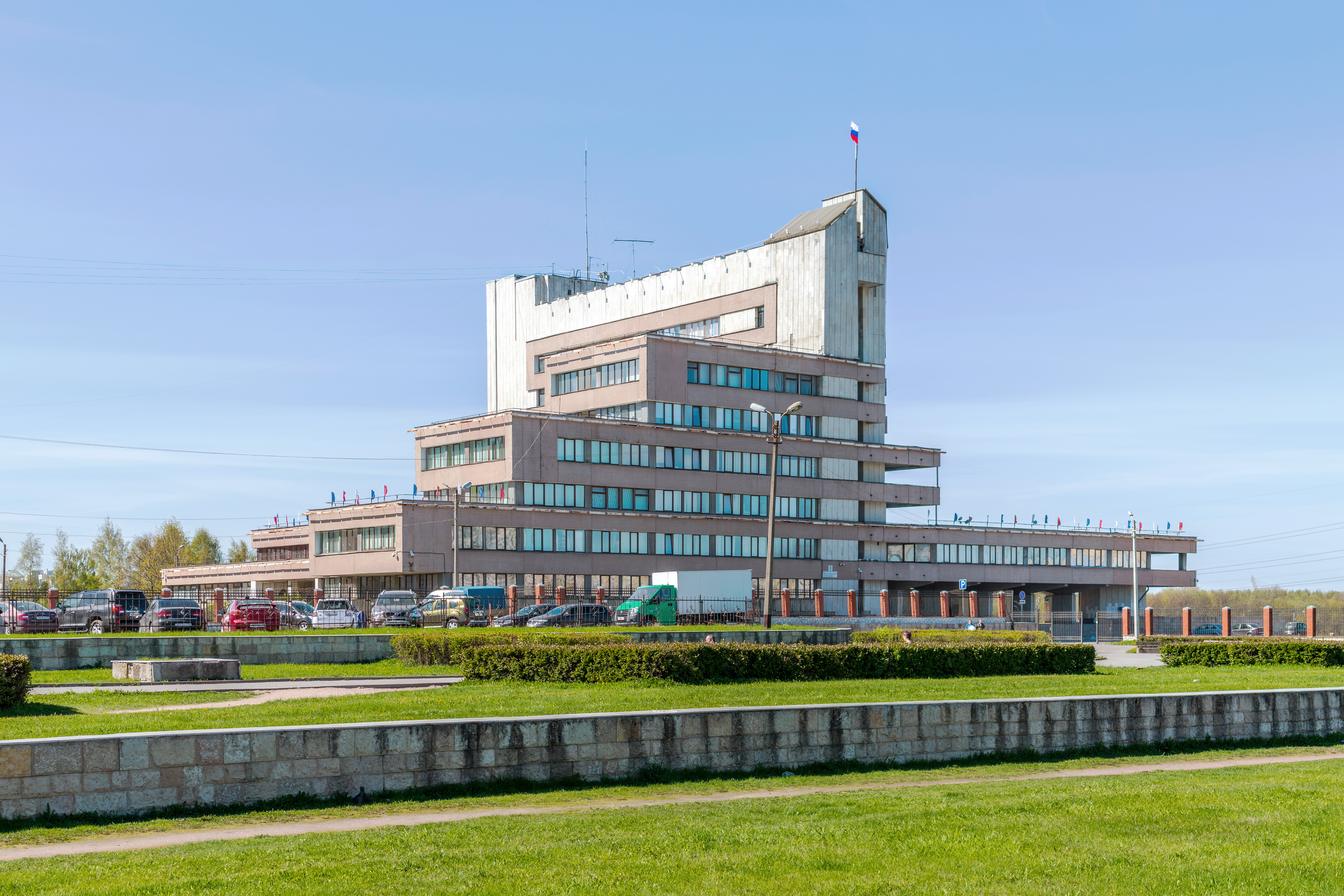

59°50′N 30°08′E / 59.833°N 30.133°E
紅村區（羅馬化：Krasnoselsky rayon）是俄羅斯的一個區，位於該國西北部，由聖彼得堡負責管轄，始建於1973年4月13日，面積115平方公里，2017年人口369,766，人口密度每平方公里3,215.4人。